# K/O 페이퍼 프로덕츠
K/O 페이퍼 프로덕츠(영어: K/O Paper Products)는 앨릭스 커츠먼과 로베르토 오르시에 의해 설립된 영화 제작사이다.

## 작품 목록
| 연도      | 연도      | 제목                      | 제목                      |
| 2010–2020 | 2010–2020 | 하와이 파이브-0           | 하와이 파이브-0           |
| 2010–2013 | 2010–2013 | 트랜스포머 프라임         | 트랜스포머 프라임         |
| 2011      | 2011      | 카우보이 & 에이리언       | 카우보이 & 에이리언       |
| 2012      | 2012      | 피플 라이크 어스          | 피플 라이크 어스          |
| 2013      | 2013      | 스타 트렉 다크니스        | 스타 트렉 다크니스        |
| 2013      | 2013      | 나우 유 씨 미: 마술사기단 | 나우 유 씨 미: 마술사기단 |
| 2013      | 2013      | 엔더스 게임               | 엔더스 게임               |
| 2013-2017 | 2013-2017 | 슬리피 할로우             | 슬리피 할로우             |
| 2014      | 2014      | 어메이징 스파이더맨 2     | 어메이징 스파이더맨 2     |
| 2014      | 2014      | 스콜피언                  | 스콜피언                  |
| 2015-2016 | 2015-2016 | 리미트리스                | 리미트리스                |
| 2016      | 2016      | 나우 유 씨 미 2           | 나우 유 씨 미 2           |
| 2017      | 2017      | 미이라                    | 미이라                    |
| 2017      | 2017      | 스타 트렉: 디스커버리     | 스타 트렉: 디스커버리     |